# Canon TS-E 17mm-objectief
De Canon TS-E 17mm f/4L is een tilt-shiftobjectief gemaakt door de Japanse fabrikant Canon. Voorzien van een EF-lensvatting is dit objectief geschikt voor de EOS-lijn van dezelfde fabrikant.
Dankzij de tilt-shifttechniek kan de voorzijde van het objectief 6,5° draaien en 12 mm verschuiven ten opzichte van de standaardpositie. Deze eigenschap zorgt ervoor dat de positie van het onderwerp veranderd kan worden zonder de camera te verplaatsen. Hierdoor kan het lijnverloop beïnvloed worden. Tilt-shift wordt dan ook voornamelijk gebruikt bij architectuurfotografie en is gebaseerd op het Scheimpflug-principe.